# The Long Road to The Director’s Chair
The Long Road to The Director’s Chair ist ein norwegischer Dokumentarfilm von Vibeke Løkkeberg aus dem Jahr 2025.

## Inhalt
Im Jahr 1973 wurde die Regisseurin Vibeke Løkkeberg mit ihrem zwei Jahre zuvor erschienen Film Abort (Abortion) zum „1. International Women’s Film Seminar“ (Erstes internationales Frauenfilmseminar) eingeladen, das vom 15. bis 18. November 1973 im Kino Arsenal in der Welserstraße 48 in Berlin stattfand. Løkkeberg reiste mit einem Filmteam an und führte Interviews mit den anwesenden Organisatorinnen und Teilnehmerinnen des Seminars. Die Organisatorinnen waren Claudia von Alemann und Helke Sander. Zu den Teilnehmerinnen gehörten die Kamerafrau Nurith Aviv, die Publizistin Alice Schwarzer, Ariel Dougherty von Women Make Movies aus New York.
Heute gilt das Erste internationale Frauenfilmseminar als entscheidende Vernetzungsveranstaltung der feministischen Medienbewegungen, zu denen Institutionen wie der Verband der Filmarbeiterinnen, die Zeitschrift Frauen und Film, sowie weitere Frauenfilm- und Frauenmedieninitiativen zählen.

## Produktion
Der Film wurde im Jahr 1973 nicht fertiggestellt. Die ursprünglichen 16-mm-Filmaufnahmen tauchten 2019 ohne Ton in der Nasjonalbiblioteket wieder auf und wurden 2023 von den Beteiligten nachsynchronisiert. Kurz danach wurde auch die Tonspur gefunden, weshalb eine vollständige Rekonstruktion möglich wurde. Im November 2024 fand ein erstes Screening eines Filmausschnitts im Arsenal-Kino statt.
Die aktuelle Fassung wurde von „Norway Film Development“, „Viafilm og Centralfilm“ und Produzent Anders Tangen produziert. Der Film wurde auf der Berlinale 2025 in der Kategorie Forum Special gezeigt.